# 28007 Galhassin
28007 Galhassin este o planetă minoră (asteroid), cu un diametru de 7,119 km, din centura de asteroizi. A fost descoperită pe 7 decembrie 1997 la stazione osservativa di Asiago Cima Ekar⁠(d) de Andrea Boattini⁠(d) și a fost numită după Osservatorio Astronomico Gal Hassin⁠(d). 
Obiectul prezintă o orbită caracterizată de o semiaxă mare de 2,9481623 UAi, o excentricitate de 0,16, o înclinație de 10,92286 ° în raport cu ecliptica.